# Hajime Yatate
Hajime Yatate (矢立 肇 Yatate Hajime?)  es el seudónimo colectivo de todo el personal de animación de Sunrise.

## Nombre
El nombre "Hajime Yatate" se tomó de una cita del libro Oku no Hosomichi de Matsuo Bashō:

是を矢立の初めとして、行く道なほ進まず (Kore wo yatate no hajime toshite, Ikumichi naho susumazu)
 Esta fue la primera vez que usé mis utensilios para escribir en mis viajes, y todavía me resistía a aventurarme más allá.

## Créditos
Esta entidad colectiva es reconocida como el "Creador Original" (原作 Gensaku?) de la mayoría de las obras de Sunrise, incluyendo, pero sin limitarse a:
- Todas las series de Gundam desde la primera Mobile Suit Gundam de 1979 hasta la última versión
- Todas las series de Love Live! desde la primera Love Live! School Idol Project de 2013 hasta la última versión
- Trider G7 (1980)
- Aura Battler Dunbine (1983)
- Yoroiden Samurai Troopers, Conocida en Latinoamérica como Samurai Warriors (1988)
- Mashin Hero Wataru (1988)
- Vision of Escaflowne (1996)
- Outlaw Star (1998)
- Gasaraki (1998)
- Cowboy Bebop (1998)
- Infinite Ryvius (1999)
- The Big O (1999)
- Z-Mind (1999)
- Witch Hunter Robin (2002)
- Sgt. Frog (2004)
- My-HiME (2004)
- My-Otome (2005)
- Bakumatsu Kikansetsu Irohanihoheto (2006)
- Idolmaster: Xenoglossia (2007)
- Sacred Seven (2011)
- Tiger & Bunny (2011)
- Phi Brain: Kami no Puzzle (2011)